# Pseudochromis howsoni
Pseudochromis howsoni is een straalvinnige vissensoort uit de familie van dwergzeebaarzen (Pseudochromidae). De wetenschappelijke naam van de soort is voor het eerst geldig gepubliceerd in 1995 door Allen.